# 戦闘

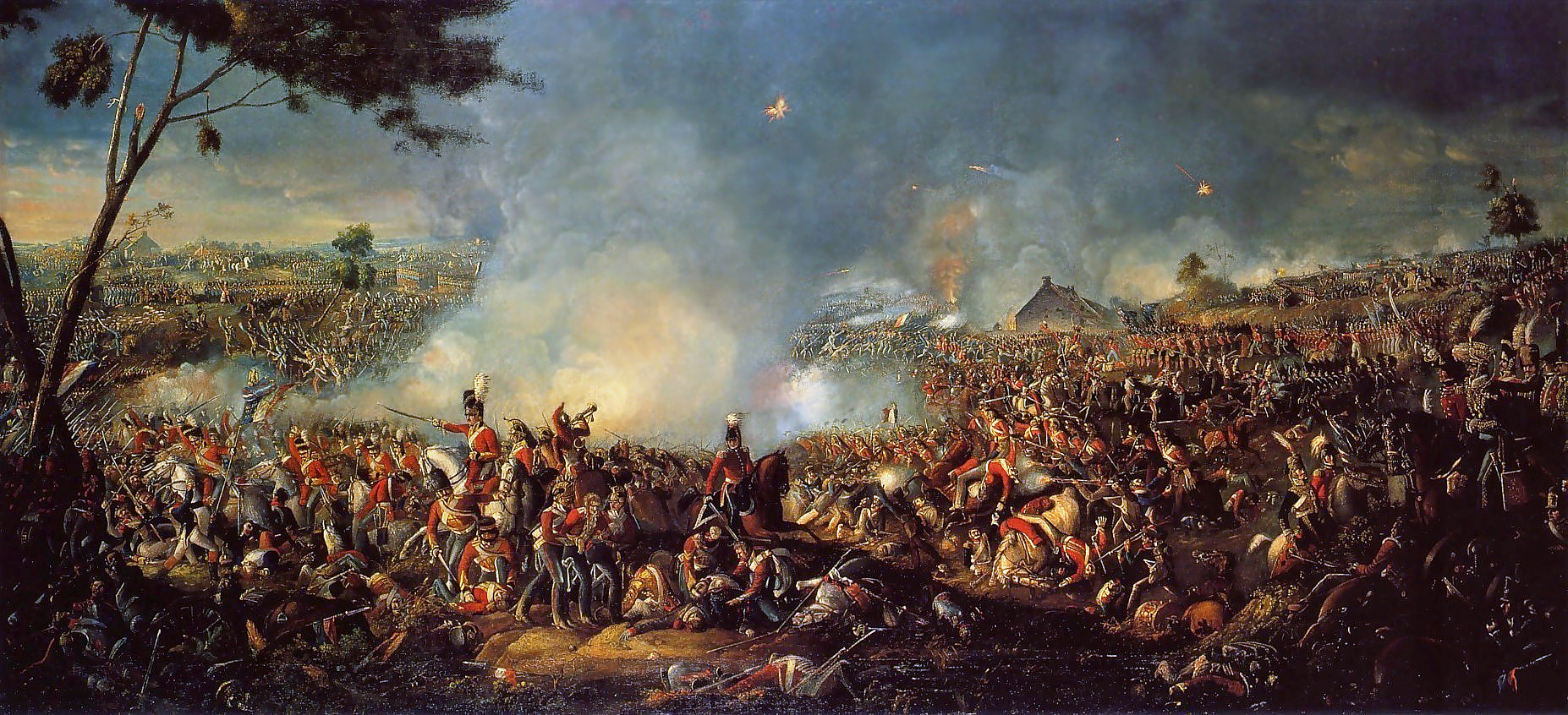
ワーテルローの戦いは陸戦（1815年）

戦闘（せんとう、英: Combat, Battle、羅: proelium、プロエリウム）は、相互に敵対する二つの勢力による暴力の相互作用である。
戦闘が行われている場所を戦場（せんじょう）、戦地といい、歴史的に戦闘（合戦など）が行われた場所は古戦場（こせんじょう）と呼ぶことがある。歴史的な慣習によって、「―の戦い」、「―の合戦」、「―の会戦」という用語も用いられる。

ここでは戦闘一般に関する軍事学の研究を概説する。
戦闘とは一般的に敵対している部隊が特定の目的を達成するために戦闘力を行使する行動、またはその行動によって引き起こされる一連の交戦状況であり、具体的には索敵、機動、攻撃・防御、追撃・後退行動と段階的に進展する。戦闘において部隊を指導するのは戦術であり、戦闘の目的や投入される戦力の装備、規模は作戦計画によって決定される。戦闘では敵と敵施設に対して武器、兵器を使用して殺傷することによって抵抗行動を排除、破壊し、作戦目標を達成することが主要な作業となる。戦闘当事者である兵士たちは非常に強い肉体的・精神的なストレスを受けながら戦闘行動をとることになるため、被弾や被爆で死傷するだけでなく、衝撃的な経験からPTSDなどの精神疾患を患う場合もある。また戦闘は戦闘当事者双方ともに生死の狭間という極限状況において活動するため、戦場心理と呼ばれる特別な心理状態になることもある。そのため、戦闘力の要素として火力や機動力などのほかに軍事的リーダーシップが含まれると考えられている。

## 研究史

### 古典的研究
戦闘を構成する諸要素や相互の関係性、そして戦闘の形態や構造、原理に関する最古の研究として古代中国における孫子（紀元前535年 - ？）による研究業績が挙げられるが、彼の後に研究が発展することはなかった。ヨーロッパにおいてもナポレオン戦争が発生する前にはヴェゲティウス（4世紀頃）、マウリキウス（539 - 602）、ド・サックス、フリードリヒ2世などの先駆的な研究がある。だが、近代的な戦闘理論が成立したのはナポレオンの時代に入ってからである。ナポレオン・ボナパルト（1769 - 1821）は軍事理論に関する論文を執筆しなかったが、士気が物的要素に対して三倍の効果をもたらすこと、また機動的に戦力を運用する重要性を指摘するなどの研究成果を残した。ナポレオンの幕僚でもあったアントワーヌ・アンリ・ジョミニはナポレオンの軍事思想の本質を理論化し、戦闘を規定する戦いの原則を確立した。それは主力をある決定的な地点、敵の側面や背後に対して集中させるという普遍的な原則である。またナポレオン戦争で参加したカール・フォン・クラウゼヴィッツ（1780 - 1831）はジョミニとは別のアプローチでナポレオンの軍事思想を解釈し、独自のアプローチで戦闘の法則、戦闘力の要素、攻撃や防御の行動を体系化した。クラウゼヴィッツの戦闘理論は敵の殲滅を目的とする暴力的な行動によって定義されるものであり、戦闘力の優劣によって勝敗が決定されるものと定式化される。

### 近代の研究
ジョミニやクラウゼヴィッツに影響を受けた研究者たちは後に戦闘の研究を理論的に発展させるための研究成果を残してきた。アメリカではデニス・ハート・マハン（1802-1871）はジョミニの影響の下で戦闘にいて依拠するべき原則を提示し、ドイツではヘルムート・カール・ベルンハルト・フォン・モルトケは訓令戦術と包囲を重視した機動理論を提起した。一方のフランスではチャールズ・アルダン・ドゥ・ピッグによって戦闘における士気という心理的要素を解明して戦闘理論の研究に寄与した。海上戦闘の研究者であるアルフレッド・セイヤー・マハン（1840 - 1914）はジョミニや父親のデニス・ハート・マハンの影響の下で陸上戦闘の研究を海上戦闘に応用することに成果を挙げ、戦闘の一般理論が地理的環境の変化にも適応可能であることを示した。またモルトケの研究を受け継いだアルフレート・フォン・シュリーフェン（1833 - 1913）は戦闘における殲滅の原理を発展させて包囲殲滅の教義を確立し、その研究成果はシュリーフェンプランとして結実した。コルマール・フォン・デア・ゴルツはモルトケやシュリーフェンの影響の下でそれまでのドイツにおける戦闘の研究を総合し、フランスやイギリスに紹介する役割を果たした。フェルディナン・フォッシュはドゥ・ピッグの研究に影響を受けるとともにドイツの殲滅の原理を受容しており、特に士気などの精神的要素を戦闘の理論において位置づけた。航空戦闘に戦闘の理論を始めて応用したジュリオ・ドゥーエは陸上や海上とは異なる地理的、技術的条件の下で行われる戦闘が理論的にどのような作戦を可能とするかを明らかにした。またジョン・フレデリック・チャールズ・フラーは現代の戦闘の理論を研究するための科学的な方法論を準備し、戦いの原則を現代の戦闘の形態に応じて発展させた。フレデリック・ランチェスター（1868 - 1946）は戦闘の数学的モデル化に取組み、特に戦闘力と戦闘結果の因果的な関係を定式化した。

## 戦闘理論

### 戦闘の概念
戦闘の理論において戦闘の本質をはじめて哲学的に定義したクラウゼヴィッツは戦争との関係から戦闘の性格を捉えている。クラウゼヴィッツの見解によれば、戦争とは政治の延長として位置づけられており、政策の道具として戦争が特徴付けられることを論じており、これを現実の戦争と呼んでいる。同時にクラウゼヴィッツは政策の道具として戦争を見なさずあくまで政治に対して孤立的な行動として戦争を見なした場合、戦争本来の性格が無制限の暴力にあることを明らかにして絶対戦争として定式化した。彼の戦闘の基本的な概念は絶対戦争と同様に本来の性格が敵の殲滅に他ならないことを論じている。なぜならば、「戦闘は即ち闘争であり、この闘争の目的は敵の撃滅もしくは征服である」ためであり、これが戦闘の最も簡潔な概念であると定義づけた。彼にとって戦争におけるあらゆる戦略的な行動は戦闘に行き着くのであって、個々の戦闘はその規模を問わず、戦争全体の目的に従属する目標のために行われる。

### 戦争の階層構造
戦闘とは戦争の階層構造の中で理解することができる。ここでは戦闘の下位における交戦、そして戦闘の上位における作戦と戦争について概観する（Field Manual 100-5を参考）。
- 交戦（engagements） - 敵対する戦力間で発生する小衝突、小競り合いを指す。ただし、片方の戦力が防御行動に出ている場合は、これが戦闘に発展することはない。ただし航空戦においてはミサイル、機関砲が使用された時点で交戦と見なされる。
- 戦闘（battles） - 戦闘とはある目的を達成するため（作戦を通じて）に敵対する戦力によって組織的に行われる戦術的な衝突であり、交戦の集合体である。各種戦力の特徴によってその進展はさまざまであり、非常に広範な地域において長時間にわたって行われることがあるが、即時決戦となる場合もある。交戦において双方が事態を発展させていくと戦闘に至る場合もある。
- 作戦 - 戦闘を円滑かつ合理的に遂行するために計画実行されるのが作戦である。この作戦に基づいて戦闘は進められる。戦闘は作戦の下位概念である。
- 戦争 - 戦争とは主に国家間において方面作戦及び一連の作戦が継続的に実行されている状況であり、作戦・戦闘の集合体であると言える。

### 戦闘の法則
戦闘における勝敗が戦力の優劣によって決定付けられることを示した数の法則(Law of numbers)はクラウゼヴィッツによって提唱された。彼の見解によれば、部隊の数量が勝利を決定し、数的な優位性こそが唯一の勝利の原因である。またクラウゼヴィッツは戦闘を分析する上では部隊の性質にも着目することで、この数の法則は時代や地域を問わずあらゆる戦闘に一般的に適応可能であることを主張する。クラウゼヴィッツのこの理論は後に戦闘の理論として明確に整理されることになり、部隊の戦闘能力は両軍のそれぞれの数的な戦力と戦力の性質、そして戦闘に影響を及ぼす環境変数の積によって求められ、青軍と赤軍の両軍の部隊の戦闘能力を割った数が戦果として求められることを明らかにした。これを数式として表すと次のようになる。
{\displaystyle O={\frac {N_{r}V_{r}Q_{r}}{N_{b}V_{b}Q_{b}}}}
Nは部隊の兵員、Vは戦闘に影響する環境の変数、Qは部隊の特性、rは赤軍、bは青軍、Oは戦闘結果であり、戦闘結果が両軍の戦闘能力によって定量的に決定されることが分かる。同様の法則化はランチェスターによるランチェスターの法則やオシポフによるオシポフ方程式としてまとめられている。

### 摩擦
クラウゼヴィッツは現実の戦闘が机上のそれと全く異なる性格を持つ要素として摩擦 (クラウゼヴィッツ)を考案している。摩擦とは地形、天候などの自然環境や敵の不規則な行動、偶発的な出来事などを含む障害を指している。実際に計画を実行に移すと予測不可能な事態が連続し、計画が依拠していた前提が崩れる場合がある。戦闘において摩擦はさまざまな形で現れるが、その一つに情報的要素がある。戦闘においては敵部隊は通常偽装・隠蔽によって自らの存在をできるだけ知らせないように努めるため、敵部隊の情報を得ることは基本的に容易ではない。断片的な情報を総合的に分析するだけでなく、変化する状況に応じて情報を更新することも必要である。しかし状況の全てについて完璧に把握することは事実上不可能であり、指揮官は常に不完全な情報に頼って決断を下す必要性がある。この情報の不確実性は摩擦の中でも特に戦場の霧と名づけてられており、戦場における意思決定の困難性を示している。

### 戦闘行動
作戦計画の立案において、作戦の目的、敵部隊の規模や配置、作戦に投入可能な部隊、作戦区域の地形などに基づいて策定し、戦闘を具体的にどのように遂行するのかを計画する。例えば敵に対する攻勢作戦を立案する場合、敵の位置や規模などについて考慮した上で、どのような機動攻撃（包囲・迂回・突破など）を行うのかを決定して攻勢を計画する。この過程で必要な武器弾薬、時間、予想される失敗のリスクなどを考慮して具体的な運用が決められていく。
作戦が策定された後、上級指揮官からまず各級指揮官に作戦内容が伝えられる。この内容に基づいて作戦部隊はそれぞれが自分の任務を理解して装備を整備し、砲兵部隊や航空部隊に火力支援を要請し、兵站組織から弾薬や食料などを受け取り、戦闘を準備する。
戦闘で敵を殲滅するためには、まず敵の動きを「拘束」することが必要である。迅速に機動する敵に対して確実に機動攻撃を行うことは難しいため、迂回や包囲によって敵の機動力を減衰させる。敵の拘束に成功したら、敵の戦闘力を無力化・低下させるために、敵を混乱に陥らせる「攪乱」を行う。攪乱によって敵部隊の連携を分断して組織的な抵抗を封じ込め、逆襲の間隙を与えないように努める。
戦闘では常に位置の優位性を巡る攻防があり、戦場では敵味方がしばしば移動している。この移動は「機動」と呼ばれ、この能力は機動力と考えられており、機動力は緊要地形の確保や迂回・包囲などの敵との移動速度を争う戦術行動に大きな影響を与える。また敵を拘束・攪乱して無力化すれば、最終的に火力攻撃・突撃を行う。これを「打撃」と呼び、ここで敵を制圧することができる。
戦闘後に敵の一部が孤立化して残存していれば、戦果拡張が行われる。戦果拡張によってより多くの被害を敵に与え、戦闘の戦果をより拡大することができる。またこれに続いて戦場から離脱する敵に対して追撃が行われる場合もある。作戦が終了してからは、戦場を捜索して、死傷者に適当な処置、遺棄物を収集などの戦場掃除を行い、死傷者を収容、情報を収集、略奪を防止する。

## 戦闘理論の応用

### 陸上戦闘
陸戦は陸上で実施される戦闘である。徒歩、装輪などの複数の機動手段と部隊編制、多様な攻撃・防御・後退行動の戦術行動、火器が発達した現代では長短射程、直曲射弾道射撃などを有機的に組み合わせて行われる。また陸地は人間の生活基盤が存在するため、陸戦は複雑な心理的影響を与える。加えて陸戦は非常に多様な側面を持っており、作戦、地形、気候、時間帯、戦術などにより様々に分類することができる。
- 野戦  - 人工建築物がほとんど存在しない地域における陸上戦闘。
- 陣地戦  - いくつもの野戦築城・陣地が準備された地域で行われる戦闘。戦線が膠着し、その野戦陣地が逐次増強されてきている場合に発生する（塹壕戦はこれに含まれる）。
- 攻城戦 - 一方が要塞・城砦に立て篭もって防勢をとり、敵対する戦力がそれに対して攻撃して起こる戦闘（近代以降は要塞戦と呼ばれる）。
  - 籠城戦 - 攻撃を仕掛けてくる敵に対し要塞・城砦に立て篭もって迎え撃つ戦闘。攻城戦の守勢側からの呼称（因みに、ではあるが南北戦争で目と鼻の先にある要塞同士で戦闘が行われた事例があった）。
- 遊撃戦 - 敵戦力の後方または敵の支配地域における戦闘（ゲリラ戦とほぼ同義）。
  - 森林戦 - 熱帯雨林など植生が濃い地域における陸上戦闘。
  - 山岳戦 - 高低起伏が激しい山岳地域における戦闘。
  - 市街戦 - 人工建築物が密集する都市部における戦闘。
- 湿地戦 - 湿地などの湿り気の多い場所での戦闘。
- 雪中戦 - 寒冷地における戦闘。
- 砂漠戦 - 砂漠地域における戦闘。
- 上陸戦 - 上陸を試みる戦力とそれを阻止しようとする戦力が衝突する海岸・川岸における戦闘。
- 機動戦 - 部隊が機動しながら遂行される戦闘[注 1]。
- 会戦 - 大規模な部隊が決戦を目的として準備した上で、戦場で対峙してから行われる戦闘。主に近代の世界大戦以前の戦闘を指す。
- 遭遇戦 - 機動中に敵と不用意に接触して起こる戦闘をいう。会戦の対義語。
- 白兵戦 - 近接戦闘部隊による突撃を主要な戦術行動とした戦闘[1]。

### 海上戦闘
海戦は水域において海上戦力が戦術的に衝突した戦闘をいう。気象、水路、海洋短波、潮汐などに影響され、また補給・整備の関係から持久戦を実施することができず、決戦となり、またその結果も完全な勝利か殲滅的敗北のどちらかになる傾向が強い。特徴として水域における戦闘であるために陸上戦力のように地形を戦力化することが殆どできず、兵器の性能が戦闘の勝敗を直接的に決める。そのため海戦はランチェスターの法則が殆どそのまま適用される。分類には以下のようなものが代表的に挙げられるが、さらに特殊作戦、監視・哨戒、情報戦、指揮統制、電子戦、補給などが関わる。
- 水上打撃戦 - 水上艦艇を以って敵の水上艦艇、地上戦力、陸地の施設などに対して砲やミサイルなどで攻撃する戦闘。
- 空母航空打撃戦 - 航空母艦の航空隊を用いて敵艦隊に対して航空攻撃を行う戦闘。
- 対空戦闘 - 敵の航空戦力に対して航空攻撃を妨害するために対空ミサイルや機関砲などで攻撃を行う戦闘。
- 対潜戦闘 - 潜水艦に対する対潜艦艇、航空機による戦闘をいう。その要領として、聴音ソナー、アクティブソナーなどを用いて捜索、探知して対潜魚雷、対潜ミサイルで攻撃を行う。また潜水艦の攻撃に迅速に対応するために精度を犠牲にして行う攻撃を行う場合もある。
- 機雷戦 - 戦略的、作戦的、戦術的な機雷の敷設と掃海。

### 航空戦闘
航空戦は航空戦力による戦闘をいう。航空戦は極めて迅速に進展し、また地球上あらゆる場所で発生し、高度な打撃力で敵と交戦できる特徴がある。航空戦力は長時間その空域に駐留することはできないため、その進展は即時決戦であり、敵航空戦力を撃破することによって航空優勢を得ることができる。確保ただし空軍はその戦力の特徴上から作戦によって分類している。
- 戦略的航空作戦 - 敵の戦略要地・要線に対する攻撃を行う作戦をいう。
- 戦術的航空作戦 - 作戦地域において味方陸上及び海上戦力と連携して敵部隊を攻撃する作戦をいう。
- 防空作戦 - 侵攻する敵航空戦力を撃破、妨害することにより防護対象を防護する作戦をいう。

### その他の戦闘
戦闘とは戦力が直接的に戦闘力を行使し、相手を排除してでも目的を達成しようとする場合に発生するものであるため、ここで述べる戦闘は厳密には戦闘ではない。しかし闘争の形態として一般的に認知されている。
- 電子戦 - 通信などに用いる電磁波の利用を巡る闘争をいう。
- NBC戦 - 核兵器、生物兵器、化学兵器などの大量破壊兵器を用いた作戦・戦闘である。